# Donald Edward Williams
Donald Edward Williams (Lafayette, 13 febbraio 1942 – 23 febbraio 2016) è stato un astronauta statunitense.
Williams nacque nell'Indiana, era sposato e aveva due figli. Nel 1964 ha conseguito un bachelor of science in ingegneria meccanica alla Purdue University presso West Lafayette (Indiana). È stato pilota della marina degli Stati Uniti dal 1966. Ha volato per oltre 6.000 ore compiendo 745 atterraggi.
Nel febbraio del 1978 è stato selezionato come candidato astronauta dalla NASA completando l'addestramento nell'agosto del 1979 venendo qualificato come pilota per le future missioni dello Shuttle. Ha volato in due missioni: nell'aprile del 1985 sulla STS-51-D come pilota e nell'ottobre del 1989 come comandante della STS-34 nella quale è stata lanciata la Galileo.
Nel marzo del 1990 ha lasciato la marina e la NASA lavorando in ambito scientifico.